# Sandino
Sandino är en ort i Kuba.   Den ligger i provinsen Provincia de Pinar del Río, i den västra delen av landet, 220 km sydväst om huvudstaden Havanna. Sandino ligger 10 meter över havet och antalet invånare är 39 245.
Terrängen runt Sandino är platt. Runt Sandino är det ganska glesbefolkat, med 23 invånare per kvadratkilometer. Sandino är det största samhället i trakten. Omgivningarna runt Sandino är en mosaik av jordbruksmark och naturlig växtlighet.